# 陳淑梅
陳 淑梅（ちん しゅくばい）は、中華人民共和国天津市出身の言語学者。東京工科大学メディア学部教授。専門は中国語学、日本語学、中国語教育。

## 経歴
天津外国語大学日本語科卒業。通訳者・翻訳家をめざし1986年来日。明治大学大学院修了。慶應義塾大学専任講師を経て東京工科大学メディア学部教授。関西出身の日本人男性と結婚し、日本に定住。
2004年度から2006年度までNHK教育テレビ「中国語会話」にて講師を務める。2007年度はラジオの中国語講座（入門編）に移動し、テレビの「とっさの中国語」にも出演。2011年度と2012年度の「テレビで中国語」でも講師を務める。その後長らく登場していなかったが、2018年度の「テレビで中国語」にて再び講師として登場。2021年度の番組終了まで講師を務め、2022年度に「中国語!ナビ」に改題してからも引き続き講師を務めている。

## 著書・論文等

### 主な著書
- 『小点心－あっさり味の日中文化論』
- 『陳淑梅の12パターンで話せる中国語』
- 『ステップ30 1か月 速習中国語』
- 『はじめての中国語学習帳』
- 『中国語対訳で紹介する日本のすべて』
- 『中国語で読む日本と中国のむかし話』
- 『CDムック読めて話せる中国語』
- 『やさしい中国語で読む自伝エッセイ 茉莉花』
- 『やさしい中国語で読む自伝エッセイ 茉莉花（CD）』

### 主な論文
- 「周作人試論」
- 「文学者が見た近代中国」
- 「“〜テイル”の中国語訳についての一考察」
- 「“つもり”から見た日本語の配慮表現」

### 主な中国語教科書
- 『語学三十六景ー中国語入門』
- 『一年生のころービデオで学ぶ入門中国語』
- 『アニメ中国語テキストー恋する莎々』
- 『中国を歩こう』
- 『中国のひとり旅 入門で習ったことばでしゃべってみよう』
- 『メグの中国ホームステー』
- 『しゃべっていいとも中国語－中西君と一緒に中国へ行こう』
- 『しゃべっていいとも中国語－中高版』
- 『中国いぶこみ広場』
- 『しゃべっていいとも中国語Ⅱ』
- 『ＮＨＫ出版ＣＤブック　故事成語で読む・聴く・話すがぐーんとアップ！ 中国語　実践トレーニング』

### 翻訳
- 『ふたたびの春』（原作劉暢園）など
- 『大岡信 愛の詩集』（大岡信著）

## メディア出演
いずれもNHKの番組。

### テレビ
- 中国語会話（2004年度～2006年度）
- 日本語なるほど塾（2005年3月）
「関西語」がテーマのこの月にVTRで出演。[3]
- とっさの中国語 急中生智（2007年度～2010年度）
- テレビで中国語（2011年度、2012年度、2018年度〜2021年度）
2011年度は藤原紀香を、2012年度は田中直樹を生徒に迎えている。なお、2014年度は慣用句コーナーに出演。
- 中国語!ナビ（2022年度～2024年度）

### ラジオ
- 中国語講座（2007年度）
- まいにち中国語（2010年度,2016年度）
- レベルアップ中国語（2014年度）